# Роллинг-Грин (тауншип, Миннесота)
Роллинг-Грин (англ. Rolling Green) — тауншип в округе Мартин, Миннесота, США. На 2000 год его население составило 309 человек.

## География
По данным Бюро переписи населения США площадь тауншипа составляет 92,4 км², из которых 90,4 км² занимает суша, а 1,9 км² — вода (2,10 %).

## Демография
По данным переписи населения 2000 года здесь находились 309 человек, 113 домохозяйств и 89 семей.  Плотность населения —  3,4 чел./км².  На территории тауншипа расположено 122 постройки со средней плотностью 1,3 построек на один квадратный километр. Расовый состав населения: 96,12 % белых, 1,29 % азиатов, 1,29 % — других рас США и 1,29 % приходится на две или более других рас. Испанцы или латиноамериканцы любой расы составляли 1,29 % от популяции тауншипа.
Из 113 домохозяйств в 35,4 % воспитывались дети до 18 лет, в 73,5 % проживали супружеские пары, в 1,8 % проживали незамужние женщины и в 21,2 % домохозяйств проживали несемейные люди. 17,7 % домохозяйств состояли из одного человека, при том 8,8 % из — одиноких пожилых людей старше 65 лет. Средний размер домохозяйства — 2,73, а семьи — 3,06 человека.
27,2 % населения — младше 18 лет, 6,1 % — в возрасте от 18 до 24 лет, 28,2 % — от 25 до 44, 27,2 % — от 45 до 64, и 11,3 % — старше 65 лет. Средний возраст — 38 лет. На каждые 100 женщин приходилось 127,2 мужчин.  На каждые 100 женщин старше 18 приходилось 122,8 мужчин.
Средний годовой доход домохозяйства составлял 42 813 долларов, а средний годовой доход семьи —  49 500 долларов. Средний доход мужчин —  30 625  долларов, в то время как у женщин — 23 750. Доход на душу населения составил 18 539 долларов. За чертой бедности находились 3,9 % семей и 8,5 % всего населения тауншипа, из которых 19,5 % младше 18 лет.